# Pedro Miguel Rodrigues Gomes Ventura
Pedro Miguel Rodrigues Gomes Ventura ( Montijo, 14 de Agosto de 1974 ) é um escritor português de literatura fantástica. Tendo até agora três obras publicadas: Goor - A Crónica de Feaglar 1, Goor - A Crónica de Feaglar 2 e Regresso dos Deuses - Rebelião.

Foi convidado do Fórum Fantástico 2006 e para o programa televisivo Entre Nós da RTP2/RTP África/RTP Internacional/Universidade Aberta como um dos cinco representantes da literatura fantástica portuguesa. Foi também referenciado pelo Prof. Marcelo Rebelo de Sousa e por algumas publicações da especialidade. Tido como inovador dentro da campo da Fantasia nacional, 
a escrita do autor incide nos valores humanos, que se sobrepõem ao sobrenatural. Goor I e II acabam por ser considerados romances épicos com alguns elementos do Fantástico.
Em 2011 lançou o livro Regresso dos Deuses - Rebelião, publicado pela Editorial Presença e inserido na colecção Via Láctea.